# Canihuel
Canihuel (bretonisch Kanuhel) ist eine französische Gemeinde mit 348 Einwohnern (Stand: 1. Januar 2022) im Département Côtes-d’Armor in der Region Bretagne. Sie gehört zum Arrondissement Guingamp und zum Kanton Rostrenen. Zudem ist der Ort Mitglied des 1993 gegründeten Gemeindeverbands Kreiz-Breizh. Die Einwohner werden Canihuelois(es) genannt.

## Geographie
Canihuel liegt etwa 31 Kilometer südwestlich von Saint-Brieuc im Süden des Départements Côtes-d’Armor am Fluss Sulon. An der südöstlichen Gemeindegrenze verläuft sein Zufluss Corlay.

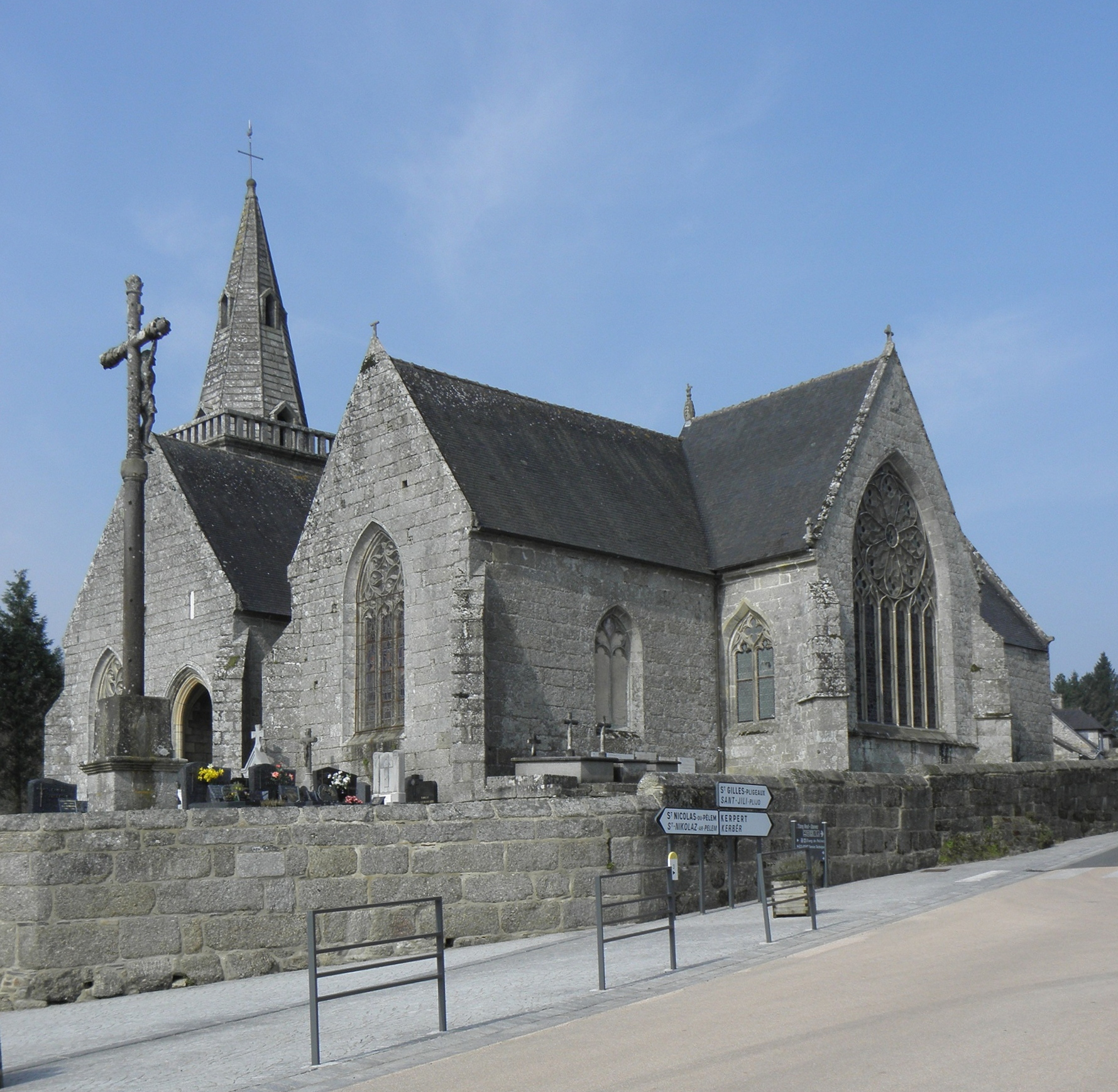
Kirche Notre-Dame

## Baudenkmäler
- Die Menhire von Goresto und der Menhir von Bodquelen stehen nordöstlich von Canihuel

Siehe: Liste der Monuments historiques in Canihuel

## Bevölkerungsentwicklung
| Jahr                       | 1872 | 1911 | 1921 | 1962 | 1968 | 1975 | 1982 | 1990 | 1999 | 2006 | 2012 |
| Einwohner                  | 1455 | 1582 | 1311 | 771  | 653  | 558  | 459  | 422  | 409  | 380  | 372  |
| Quellen: Cassini und INSEE |      |      |      |      |      |      |      |      |      |      |      |